# Jean-Éric Vergne
Pour les articles homonymes, voir Vergne et JEV.
Jean-Éric Vergne, né le 25 avril 1990 à Pontoise, est un pilote automobile français.
De 2012 à 2014, il effectue 58 Grands Prix de Formule 1 avec la Scuderia Toro Rosso. De 2015 à février 2017, il est pilote d'essais de la Scuderia Ferrari.
Depuis 2014, Vergne participe au championnat du monde de Formule E FIA, dans lequel il est sacré champion en 2017-2018 et 2018-2019. Depuis la saison 2022-2023, il est engagé avec DS Penske Formula E Team. Il également le seul double champion dans l'histoire de la Formule E.

## Biographie

### Les débuts
Vergne commence le karting à quatre ans sur le circuit de Cormeilles-en-Vexin en Île-de-France, dont son père est propriétaire,. En 2000, il fait ses débuts en compétition et remporte le championnat de France minime dès l'année suivante. Pilote officiel de la marque française Sodikart, il devient vice-champion d'Europe ICA en 2005 et termine septième du championnat du monde Formule A, la catégorie reine du karting, en 2006. Il intègre l'équipe de France FFSA et obtient le statut de sportif de haut niveau.

### 2007-2011: carrière en monoplace avant la Formule 1

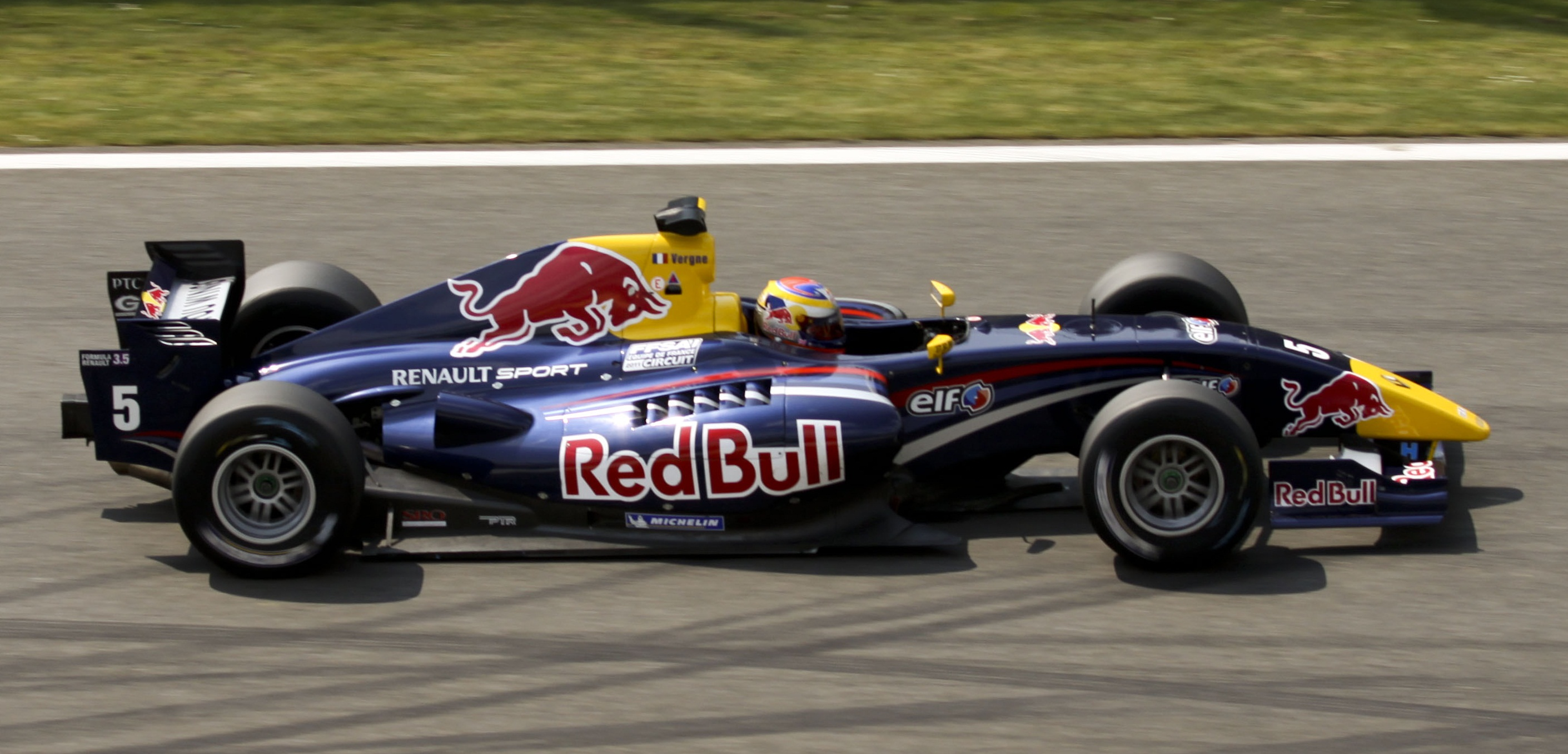
« JEV » à Spa en Renault 3.5 Series (2011).

Dès ses premières années de monoplace, il domine la concurrence et devient Champion de France en 2007 (Formule Campus) et 2008 (Formule Renault 2.0). L’année suivante il est vice-champion d’Europe de Formule Renault 2.0.
En 2010, il pérennise les espoirs portés sur lui et devient le premier Français à s’imposer dans le très relevé championnat British F3 International. En cours de saison, il remplace Brendon Hartley en Formule Renault 3.5 et signe quatre podiums en six courses dont une victoire. Ces performances lui permettent d’effectuer deux jours de test en Formule 1 avec la Scuderia Toro Rosso en novembre à Abou Dabi.
En 2011, après un long duel avec son coéquipier Robert Wickens, il devient vice-champion en Formule Renault 3.5 Series au sein de l'équipe Carlin Motorsport. À partir du Grand Prix de Corée du Sud et jusqu'à la fin de la saison (à l'exception du nouveau Grand Prix d'Inde), il participe aux séances d'essais du vendredi matin avec l'écurie de Formule 1 Toro Rosso ; lors de ces séances il fait bonne impression face aux titulaires Jaime Alguersuari et Sébastien Buemi. Il fait également forte impression aux Rookies Days à Abou Dabi les 15, 16, et 17 novembre 2011 au volant d'une Red Bull ou il réalise les meilleurs temps sur l'ensemble des trois jours d'essais.

### 2012: débuts en Formule 1 avec Toro Rosso

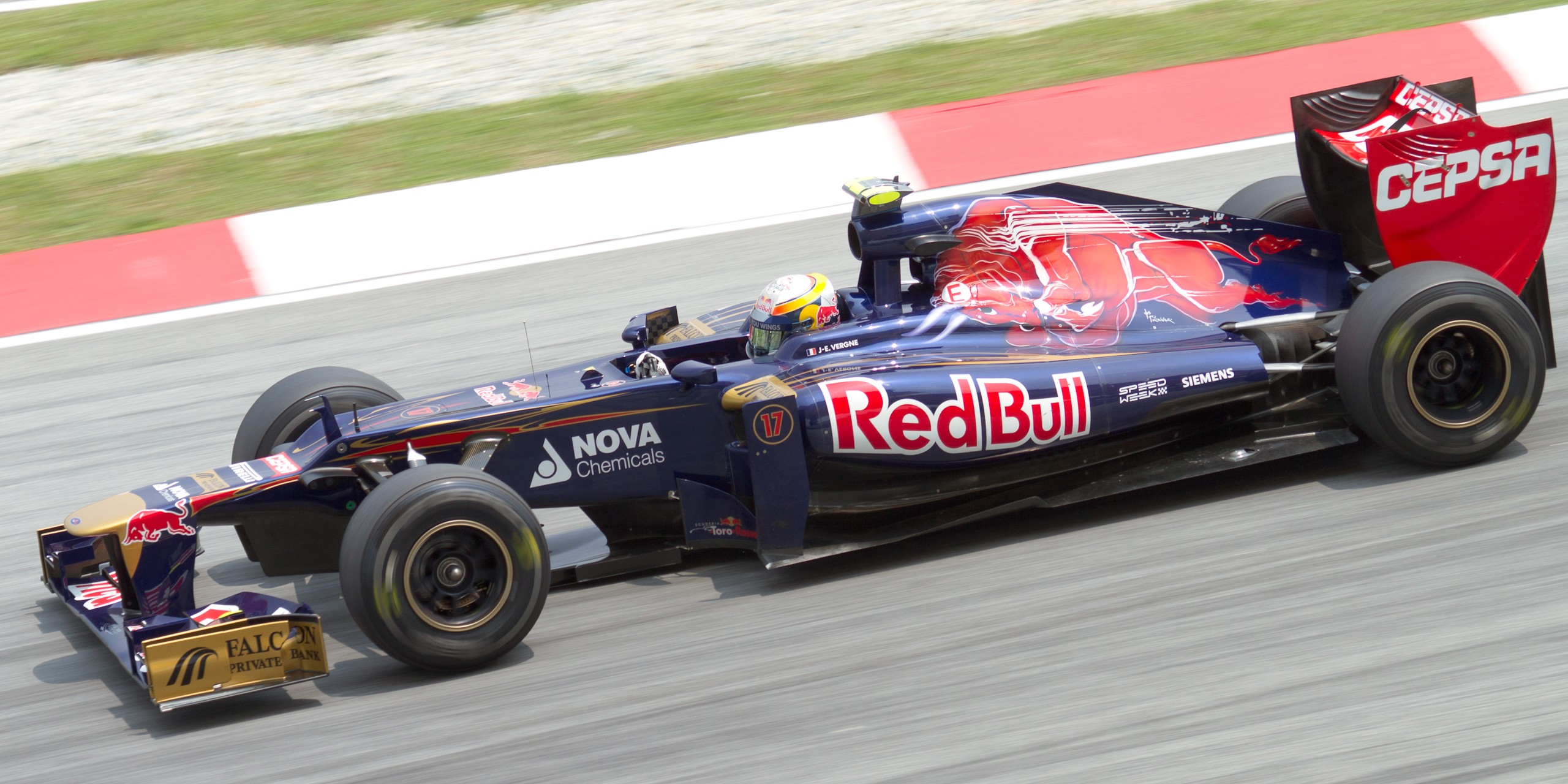
Vergne aux essais du GP de Malaisie 2012.

Le 14 décembre 2011, il est nommé pilote titulaire avec Daniel Ricciardo au sein de l'équipe Toro Rosso pour la saison 2012. Lors du premier Grand Prix de sa carrière en Australie, il se qualifie en onzième position sur la grille et franchit la ligne d'arrivée en cette même position.
En Malaisie, il prend le départ à la dix-huitième place mais à la suite de terribles conditions climatiques, il parvient à arriver en septième position alors que la course est neutralisée après seulement 9 tours. Il est en effet le seul à ce moment de la course à ne pas avoir chaussé de pneus pluie. Après une heure de neutralisation, la course repart et Vergne termine à la huitième place, ce qui lui permet de marquer ses premiers points en F1 et de devenir le plus jeune pilote français de l'histoire de la Formule 1 à marquer des points (record battu en 2017 par Esteban Ocon). À l'occasion du Grand Prix de Chine, les Toro Rosso sont en difficulté tout au long du week-end. Vergne décide de partir de la voie des stands et termine seizième, devant son coéquipier.
En Espagne pour le retour de la Formule 1 en Europe, Vergne bat son équipier pour la première fois de la saison en qualification et termine douzième en course, juste devant lui. Lors du Grand Prix de Monaco, il tape le rail à la sortie du tunnel pendant la deuxième partie des qualifications et s'élance en seizième position sur la grille de départ. En course, il remonte jusqu'à la septième position mais, à la suite d'un changement de pneumatiques à dix tours du terme, il termine douzième. Sur le circuit Gilles Villeneuve, il est en difficulté pendant tout le week-end face à son coéquipier Daniel Ricciardo, puis en course il franchit la ligne d'arrivée quinzième après avoir reçu une pénalité pour vitesse excessive dans les stands.

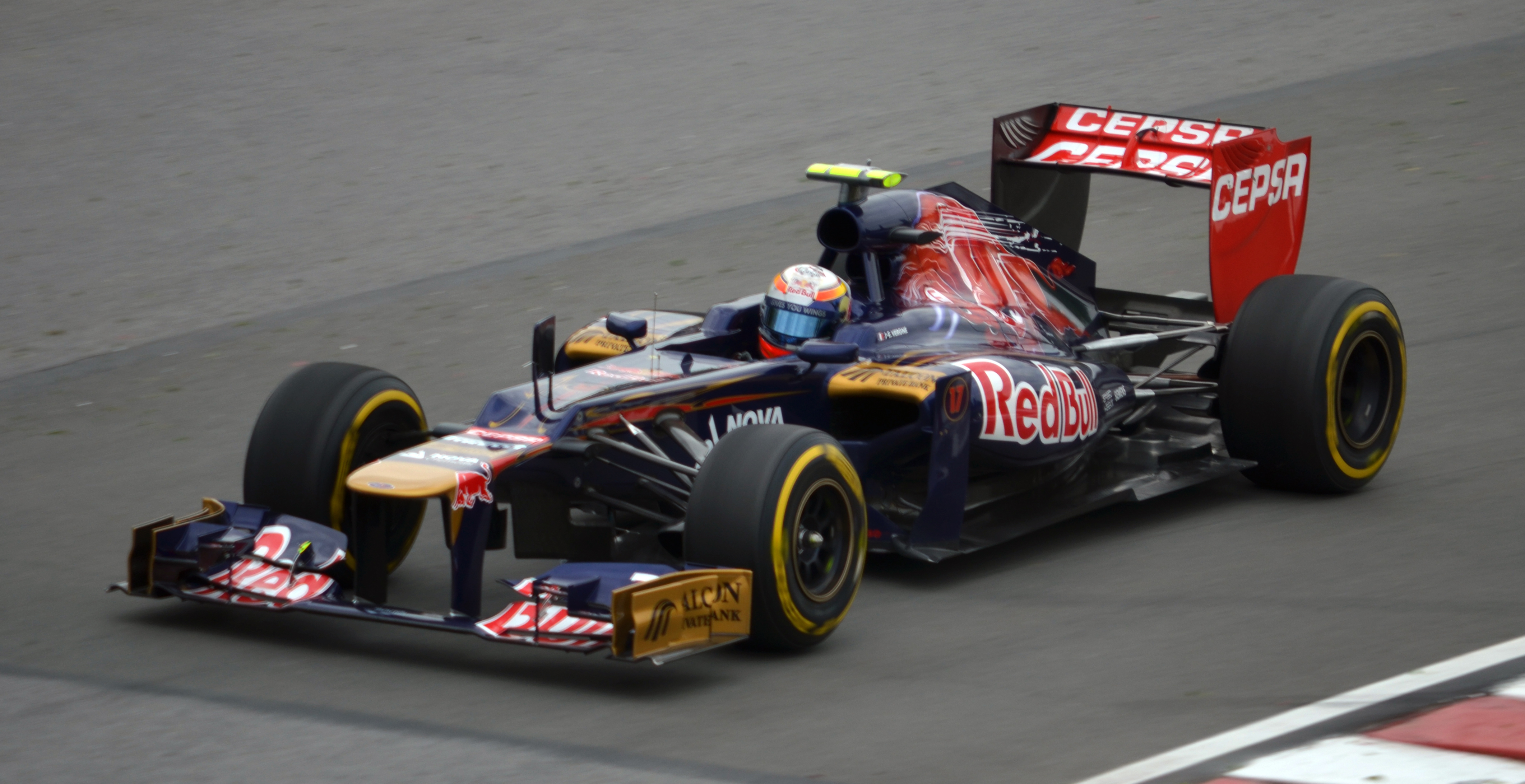
Vergne au GP du Canada 2012.

Jean-Éric Vergne connaît un week-end difficile au Grand Prix d'Europe où il se qualifie en fond de grille et abandonne pour la première fois de la saison après avoir percuté Heikki Kovalainen à la mi-course. Pénalisé de dix places sur la grille de départ en Grande-Bretagne, Vergne s'élance en dernière ligne. En course il gagne neuf places et termine quatorzième, position qu'il occupe également lors du Grand Prix suivant, en Allemagne. Lors du Grand Prix de Belgique après la pause estivale, il se classe huitième et entre pour la seconde fois de la saison dans les points, tout comme son coéquipier qui termine neuvième. Il est victime d'une casse de suspension arrière qui provoque sa sortie de piste à la première chicane et son abandon au neuvième tour du Grand Prix d'Italie à Monza. La malchance le poursuit à Singapour où il est harponné par Michael Schumacher au trente-troisième tour et doit à nouveau abandonner. Au Grand Prix de Corée du Sud, il finit huitième après une passe d'armes avec Lewis Hamilton en fin de course. Le 31 octobre 2012, son écurie prolonge son contrat pour une saison. Lors du dernier Grand Prix de l'année au Brésil, Vergne termine huitième après quatre arrêts au stand.
Au terme de sa première saison en Formule 1, il est entré à quatre reprises dans les points (quatre huitièmes places) et a inscrit 16 points, soit six de plus que son coéquipier. Il se classe dix-septième du championnat du monde des pilotes, devant son coéquipier Ricciardo. Ces résultats probants lui permettent de renouveler son contrat de pilote au sein de l'écurie Toro Rosso.

### 2013: deuxième saison chez Toro Rosso

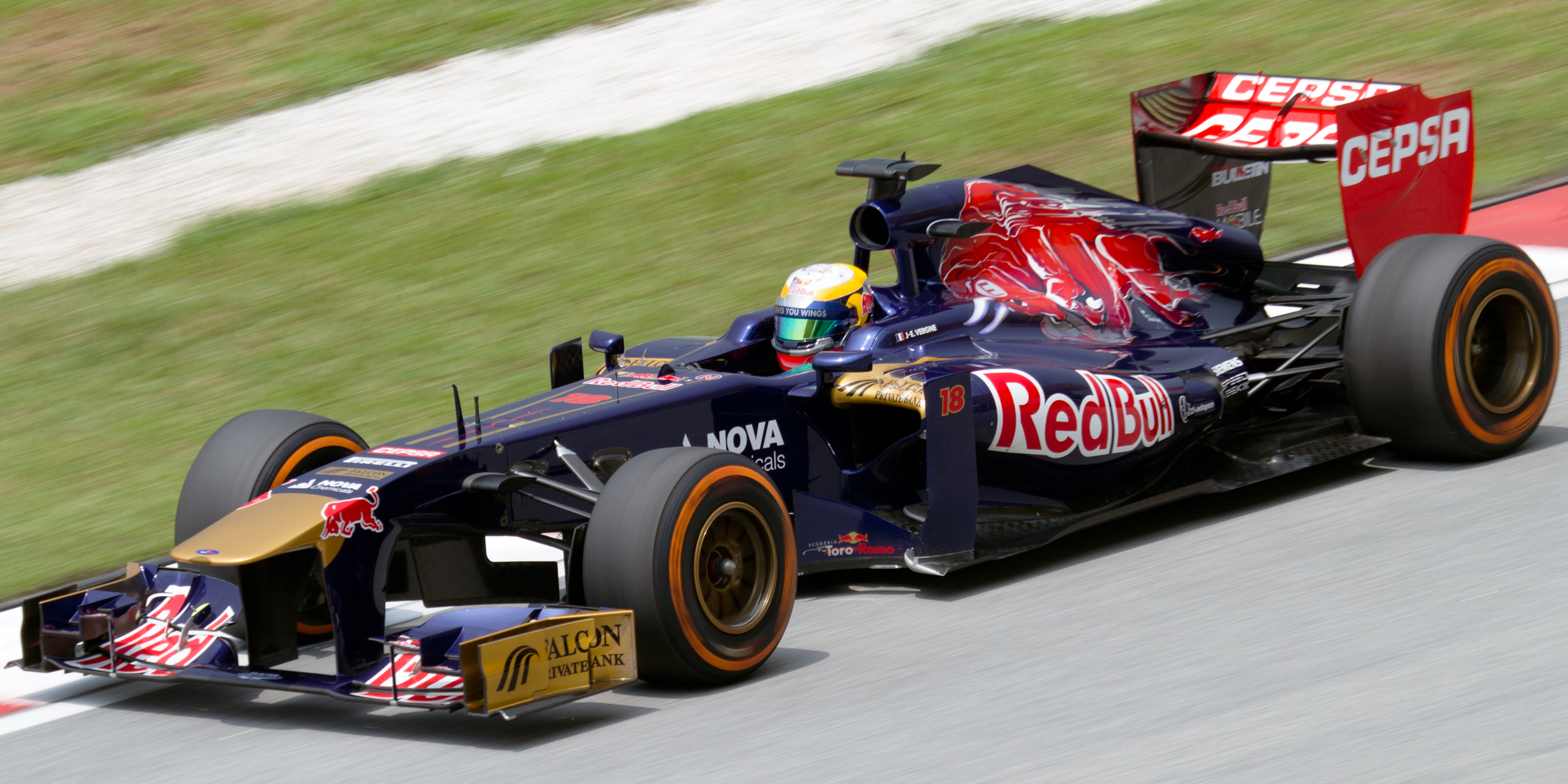
Jean-Éric Vergne au Grand Prix de Malaisie 2013.

Lors de la deuxième épreuve de la saison en Malaisie, Jean-Éric Vergne se classe dixième après s'être élancé en fond de grille. En Espagne pour le retour de la Formule 1 en Europe, il enregistre son deuxième abandon de la saison. Lors du Grand Prix de Monaco, il participe pour la première fois de sa carrière à la phase finale des qualifications et se classe dixième sur la grille de départ. Le lendemain en course, il termine huitième derrière Fernando Alonso. Deux semaines plus tard, au Grand Prix du Canada, il réalise sa meilleure performance depuis ses débuts en Formule 1 et le meilleur résultat d'une Toro Rosso depuis 2008 en se classant sixième.
Lors du Grand Prix de Belgique après la pause estivale, il subit une crevaison lente alors qu'il se battait pour une place dans les points. En lice pour remplacer Mark Webber chez Red Bull Racing pour la saison 2014 (la Scuderia Toro Rosso étant la filière de promotion interne de Red Bull), il se voit préférer son coéquipier Daniel Ricciardo au bénéfice d'une plus grande expérience et d'une meilleure régularité, selon les déclarations de Christian Horner,. Au Grand Prix de Corée du Sud, il est en difficulté pendant tout le week-end et abandonne à deux tours du terme de la course.
Le 21 octobre 2013, son écurie prolonge son contrat pour une saison. Vergne se classe quinzième du championnat du monde des pilotes avec 13 points, en ayant marqué à trois reprises ; il n'a inscrit aucun point lors des douze dernières épreuves de la saison.

### 2014: dernière saison avec Toro Rosso et éloignement de la filière Red Bull
Au Grand Prix inaugural, en Australie, Jean-Éric Vergne se qualifie en sixième position sur la grille et termine la course huitième, devant son nouvel équipier Daniil Kvyat. Il abandonne sur problème moteur en Malaisie. Lors du Grand Prix d'Espagne, Vergne s'élance sur la dernière ligne après avoir reçu une pénalité de dix places pour avoir perdu une roue lors des essais du vendredi. En course, il abandonne pour la troisième fois de la saison à cause d'un problème d’échappement.

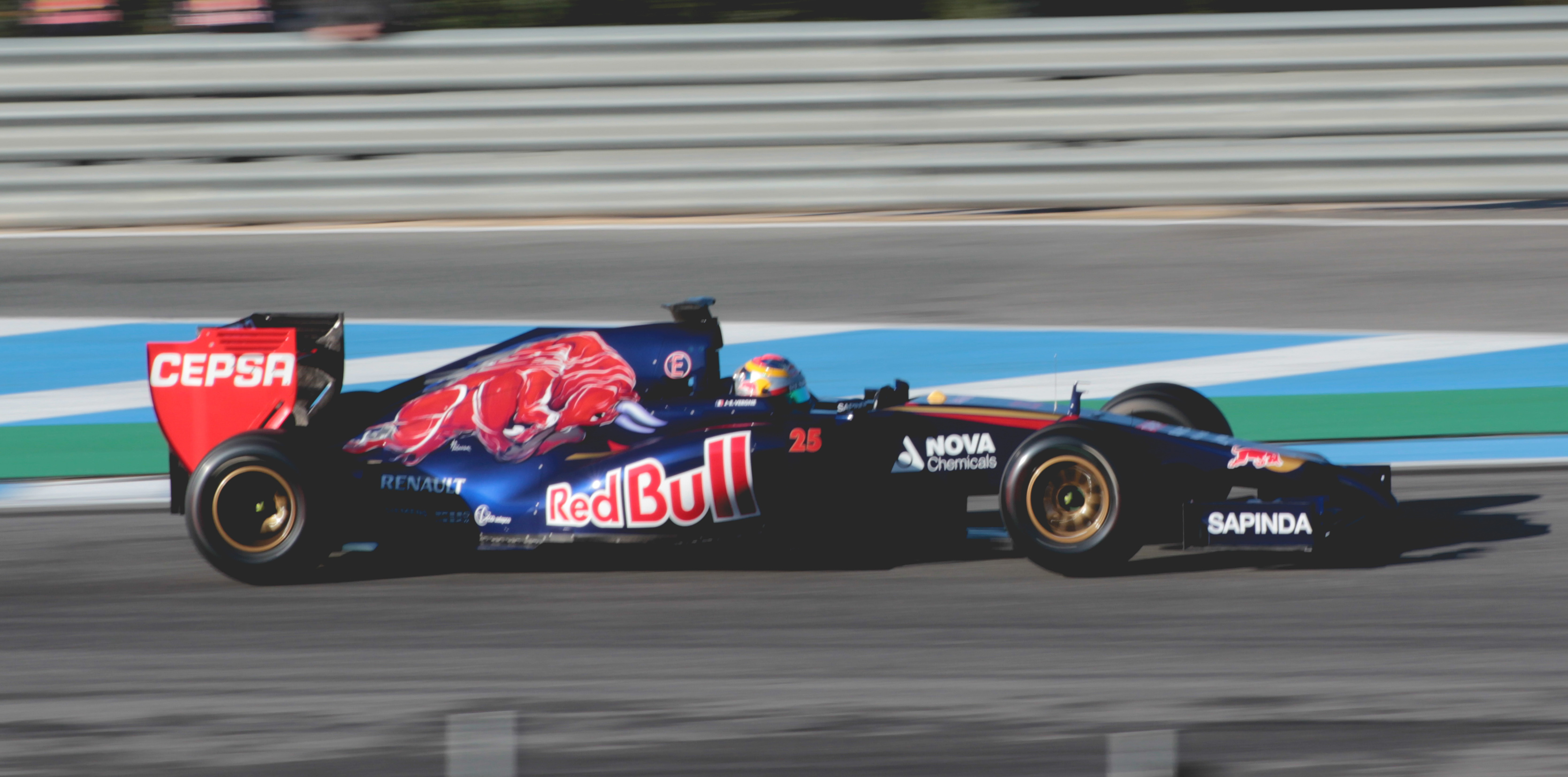
Jean-Éric Vergne durant les tests à Jerez en janvier 2014.

Au Canada, il renoue avec les points en se classant huitième. Au Grand Prix de Grande-Bretagne, il se qualifie et termine dixième de l'épreuve, à un tour du vainqueur Lewis Hamilton. En Hongrie, pour son cinquantième Grand Prix, Vergne profite des conditions climatiques pour se hisser dans le peloton de tête mais, vers la mi-course, il rencontre des problèmes de freins et finit neuvième.
Le 18 août 2014, la Scuderia Toro Rosso annonce son remplacement par Max Verstappen pour 2015,. En Belgique, après la pause estivale, onzième sur la grille de départ, Jean-Éric Vergne franchit la ligne d'arrivée à la même position. Au Grand Prix de Singapour, malgré une pénalisation de cinq secondes, il obtient son meilleur résultat de la saison en se classant sixième après avoir gagné quatre places dans les derniers tours. Au Grand Prix du Japon, il entre à nouveau dans les points en se classant neuvième malgré une pénalité d'un recul de dix places sur la grille de départ pour avoir utilisé un sixième moteur cette saison. Aux États-Unis, après une passe d'armes musclée avec les deux Lotus E22 de Romain Grosjean et Pastor Maldonado, il finit dixième de la course alors que son coéquipier Kvyat ne marque pas de points. Il se classe treizième du championnat avec 22 points.
Red Bull ne renouvelant pas son contrat, Vergne envisage de se reconvertir en IndyCar Series en 2015. En décembre 2014, il remplace Franck Montagny, « malade », et participe avec l'équipe américaine Andretti Autosport, présente en IndyCar, à la troisième manche du Championnat de Formule E FIA 2014-2015 au cours de laquelle réalise la pole position devant Nelson Angelo Piquet et Nicolas Prost,. En course, son entrée aux stands avant l'intervention de la voiture de sécurité le fait reculer au deuxième rang, derrière Sébastien Buemi. Il abandonne dans l'avant-dernier tour, sur problème mécanique. Il inscrit trois points grâce à sa pole position et poursuit ses négociations avec Michael Andretti pour un éventuel volant en IndyCar Series.

### 2015-2016: pilote d'essais chez Ferrari et débuts en Formule E avec Andretti et DS Virgin Racing

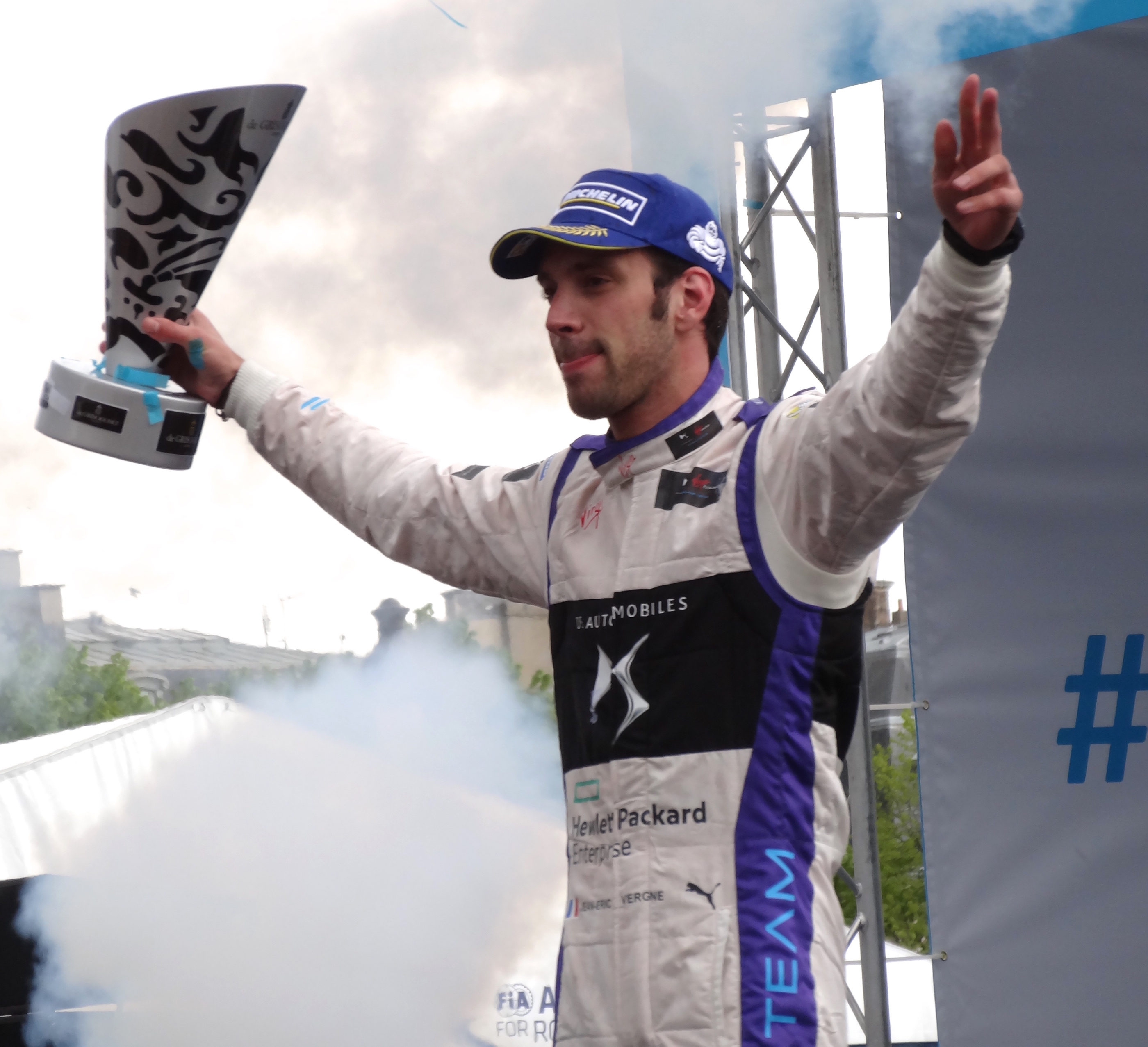
Vergne termine sur le podium du premier ePrix de Paris.

En 2015, Jean-Éric Vergne, alors en négociation pour un volant en IndyCar Series, est nommé pilote d'essais de la Scuderia Ferrari en remplacement de Pedro de la Rosa.
Pour se concentrer sur son rôle de pilote d'essai, il décide de ne pas s'engager dans un autre championnat ; toutefois, après la suspension de Franck Montagny après un contrôle antidopage positif, Vergne le remplace définitivement chez Andretti Autosport en Formule E à partir de la manche argentine aux côtés de Marco Andretti. Il termine septième du championnat avec deux podiums et le record de pole positions (trois).
En août 2015, Vergne quitte Andretti Autosport et rejoint l'écurie DS Virgin Racing pour le championnat de Formule E FIA 2015-2016. Il déclare avoir une bonne chance d'obtenir un volant dans la nouvelle écurie américaine Haas F1 Team dont l'arrivée en F1 est programmée pour 2016. Il reçoit à cet égard le soutien du champion du monde 1978 Mario Andretti. L'écurie, motorisée et épaulée par Ferrari, engage finalement Romain Grosjean et Esteban Gutiérrez. Vergne réalise une saison mitigée en Formule E malgré une pole position à Berlin et deux podiums en fin de saison. Après la finale de Londres, il est confirmé chez Techeetah, une nouvelle écurie issue du rachat d'Aguri par des capitaux chinois. Il pilotera une Renault Z.E 16 que le constructeur français mettra à disposition de la seule écurie cliente de la saison 2016-2017.
En championnat de Formule E FIA 2016-2017, avec l'équipe Techeetah, Jean-Éric Vergne monte sur son premier podium lors de la troisième course, en se classant deuxième à Buenos Aires. Quatrième du championnat après cette course, le Français annonce son départ de la Scuderia Ferrari où il était pilote d'essais.

### 2016-2022: double champion et succès en Formule E

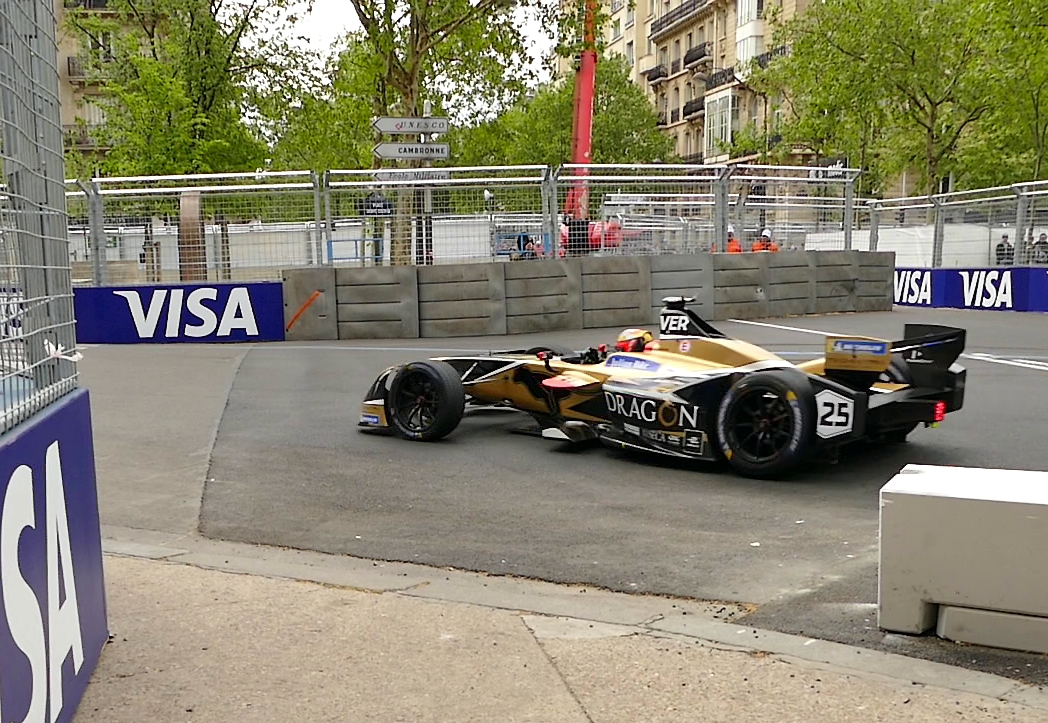
Jean-Éric Vergne sur Techeetah à Paris en 2018.

#### Saison 2017-2018
Le 3 février 2018, Jean-Éric Vergne remporte l'ePrix de Santiago, quatrième manche du championnat de Formule E FIA 2017-2018 ; le 17 mars, il remporte l'ePrix de Punta del Este, sixième manche du championnat et conserve la tête de la compétition devant Felix Rosenqvist, repoussé à 30 points. Le 28 avril, il accroît son avance en remportant pour la première fois de sa carrière, à domicile, l'ePrix de Paris. Il devient champion de Formule E à l'issue de la première course de l'ePrix de New York.

#### Saison 2018-2019
Le 15 décembre 2018, il termine deuxième du premier ePrix de la saison et de la première course de l'ère Gen2. Les quatre ePrix suivants sont les moins brillants avec une cinquième place à Marrakech, un abandon à Santiago et deux treizièmes places à Mexico et à Hong Kong. Le 23 mars 2019, il remporte sa première victoire de la saison en Chine à Sanya sur les terres de son équipe DS Techeetah ; il termine sixième à Paris. Il enchaîne avec deux victoires, à Monaco et à Berne, et une troisième place à Berlin derrière Lucas di Grassi (Audi) et Sebastien Buemi (Nissan e.Dams). En juillet 2019, Vergne est sacré champion de Formule E pour la deuxième fois lors de la deuxième course de l'ePrix de New York.

#### Saison 2019-2020
La sixième saison de la Formule E, perturbée par la pandémie de Covid-19, débute fin décembre 2019 avec deux manches à Dariya. Il termine troisième du championnat avec 86 points, 1 victoire et trois podiums.

#### Saison 2020-2021
Jean-Eric Vergne termine dixième du championnat du monde avec 80 points, 3 podiums et 1 victoire lors de la course 1 à Rome.

#### Saison 2021-2022
Vergne reste chez DS Techeetah pour une sixième saison, sa huitième en Formule E. Il débute avec une huitième, puis sixième place lors des deux courses d'ouverture à Dariya. Il monte sur le podium à Mexico en terminant troisième, derrière les Porsche de Wehrlein et Lotterer. Il termine quatrième de la Course 1 à Rome. Il enchaîne, à partir de la seconde course de Rome, avec trois podiums terminant deuxième à Rome, troisième à Monaco puis deuxième de la Course 1 de Berlin. Il n'a pas encore de victoire quand ses rivaux Vandoorne (1 victoire), Mitch Evans (2 victoire) et Edoardo Mortara (1 victoire) en comptent 4 à eux trois. Toutefois, sa régularité lui permet de prétendre au titre. Sa série de podiums s'arrête avec la neuvième place de la Course 2 à Berlin. Deuxième à Jakarta après s'être battu pour la victoire avec Mitch Evans, il se classe quatrième à Marrakech. À New-York et Londres, il ne marque aucun point et voit s'éloigner ses espoirs de titre. Il termine deux fois sixième à Séoul et se classe quatrième du championnat du monde, avec 144 points.

### Depuis 2023: DS Penske

#### 2022-2023
Jean-Eric Vergne quitte l'écurie Techeetah après six saisons pour rejoindre Dragon Racing (renommée Penske Racing), nouvellement associée au constructeur DS, aux côtés du champion en titre Stoffel Vandoorne. Il termine douzième de la manche d'ouverture à Mexico et marque ses premiers points lors de la première course à Dariya. Le Francilien remporte sa onzième victoire en Formule E en Inde à Hyderabad, termine deuxième au Cap (Afrique du Sud) et cinquième à Sao Paulo. Il se classe ensuite septième à Berlin lors de la première course du samedi et troisième de la deuxième course du week-end.

#### 2023-2024
Sixième du l'EPrix inaugural, il devient le deuxième pilote à atteindre les 1000 points en Formule E,. En réalisant la pole position du EPrix de Diriyah, le 26 janvier 2024,  il devient le codétenteur du record de pole positions en Formule E avec Sébastien Buemi. Lors de la seconde course à Misano, il termine septième, ce qui lui permet de devenir le recordman du nombre de points marqué en Formule E.

#### 2024-2025
Reconduit chez DS Penske pour 2025, Vergne fait équipe avec Maximilian Günther. 
Pour le premier EPrix de la saison, qualifié en huitième position, il termine neuvième de la course,.
Lors de la course suivante, il se qualifie troisième puis termine cinquième,.

### Depuis 2022: retour en Endurance avec le nouveau programme Peugeot Sport
En 2022, Vergne fait ses débuts dans la catégorie Hypercar au sein du Team Peugeot TotalEnergies aux côtés de Mikkel Jensen et de Paul di Resta. Ils abandonnent lors des 6 heures de Monza, termiennt à la 4e place lors des 6 heures de Fuji puis sont de nouveau contraints à l'abandon lors des 8 heures de Bahreïn.
Lors de la saison 2023, Vergne effectue sa première saison complète dans la catégorie Hypercar. Il est de nouveau aux côtés de ses coéquipiers de l'année précédente. Lors des 1000 miles de Sebring, ils terminent à la neuvième place. Aux 6 heures de Portimao, ils décrochent la septième place. Ils finissent de nouveau dans les points avec une huitième place au 6 heures de Spa-Francorchamps. L'équipage termine ensuite sixième des 24 heures du Mans. Lors des 6 heures de Monza, le trio monte sur la troisième marche du podium. Ils finissent huitièmes lors des 6 heures de Fuji. Par la suite, ils terminent neuvièmes des 8 heures de Bahreïn.

### Autres activités
En 2017, Vergne commente le Grand Prix de Monaco aux côtés d'Alexandre Delpérier sur C8, puis de 2018 à 2020, il commente les Grands Prix de Formule 1 aux côtés du journaliste et ancien pilote Adrien Paviot lorsqu'ils sont diffusés sur TF1 et TMC,.
En 2019, il devient « ambassadeur E-TENSE » pour DS Automobiles, afin de promouvoir l'électrification au sein de la marque française.

## Résultats

### Karting (2005-2011)
| Saison | Championnat                        | Équipe | Position |
| ------ | ---------------------------------- | ------ | -------- |
| 2005   | Championnat d'Europe - ICA         | Sodi   | 2e       |
| 2005   | Copa Campeones Trophy - ICA        |        | 11e      |
| 2006   | Championnat du monde - Formule A   | Sodi   | 7e       |
| 2006   | Championnat d'Europe - Formule A   | Sodi   | 20e      |
| 2006   | South Garda Winter Cup - Formule A |        | 9e       |
| 2006   | Championnat de France - Elite      |        | 2e       |
| 2010   | Van Der Drift Fundraiser           |        | n.c      |
| 2011   | ERDF Masters Kart - Stars          |        | 1er      |

### Formules de promotion (2007-2011)
| Saison | Championnat                                                | Équipe             | Courses | Victoires | Poles | M/Tours | Podiums | Points | Position |
| ------ | ---------------------------------------------------------- | ------------------ | ------- | --------- | ----- | ------- | ------- | ------ | -------- |
| 2007   | Formule Campus Renault Elf                                 | Auto Sport Academy | 13      | 6         | 5     | ?       | 10      | 189    | Champion |
| 2008   | Formula Renault 2.0 Eurocup                                | SG Formula         | 14      | 0         | 0     | 0       | 1       | 58     | 6e       |
| 2008   | Formula Renault 2.0 WEC                                    | SG Formula         | 15      | 0         | 0     | 0       | 3       | 95     | 4e       |
| 2008   | Formula Renault 2.0 WEC (Cat. Championnat de France)       | SG Formula         | 15      | ?         | ?     | ?       | ?       | 119    | Champion |
| 2009   | Formula Renault 2.0 Eurocup                                | SG Formula         | 14      | 4         | 5     | 2       | 9       | 128    | 2e       |
| 2009   | Formula Renault 2.0 WEC                                    | SG Formula         | 14      | 3         | 2     | 0       | 10      | 143    | 2e       |
| 2010   | Championnat britannique de Formule 3                       | Carlin             | 30      | 13        | 11    | 13      | 20      | 392    | 1er      |
| 2010   | Masters de Formule 3                                       | Carlin             | 1       | 0         | 0     | 1       | 0       | N/A    | 4e       |
| 2010   | Grand Prix de Macao de Formule 3 (Coupe intercontinentale) | Carlin             | 1       | 0         | 0     | 0       | 0       | N/A    | 7e       |
| 2010   | GP3 Series                                                 | Tech 1 Racing      | 4       | 0         | 0     | 0       | 0       | 9      | 17e      |
| 2010   | Formula Renault 3.5 Series                                 | Tech 1 Racing      | 6       | 1         | 0     | 0       | 4       | 53     | 8e       |
| 2011   | Formula Renault 3.5 Series                                 | Carlin             | 17      | 5         | 4     | 1       | 9       | 232    | 2e       |
| Total  | Total                                                      | Total              | 129     | 32        | 27    | 17      | 66      | 1118   |          |

- N/A – Points non attribués

### Palmarès
- 2007 : Champion de France de Formule Campus
- 2008 : 6e en Formula Renault 2.0 Eurocup
- 2008 : 4e en Formula Renault 2.0 WEC
- 2008 : Champion de France de Formule Renault
- 2009 : Vice-champion d'Europe de Formule Renault 2.0
- 2009 : Vice-champion d'Europe de l'Ouest de Formule Renault 2.0
- 2010 : Champion de Grande-Bretagne de Formule 3
- 2010 : 4e des Masters de Formule 3
- 2010 : 7e du Grand Prix de Macao de Formule 3
- 2010 : 17e en GP3 Series
- 2010 : 8e en Formula Renault 3.5 Series
- 2011 : Vice-champion de Formule Renault 3.5
- 2012 : 17e en Formule 1 avec Toro Rosso
- 2013 : 15e en Formule 1 avec Toro Rosso
- 2014 : 13e en Formule 1 avec Toro Rosso
- 2015 : 7e en Formule E avec Amlin Andretti
- 2016 : 9e en Formule E avec DS Virgin Racing
- 2017 : 5e en Formule E avec Techeetah (1 victoire)
- 2017 : 7e aux 24h du Mans avec CEFC Manor TFS Racing
- 2018 : Champion de Formule E avec Techeetah (4 victoires)
- 2018 : Abandon aux 24h du Mans avec G-Drive Racing
- 2019 : Champion de Formule E avec DS Techeetah (3 victoires)
- 2019 : 11e aux 24h du Mans avec G-Drive Racing
- 2020 : 3e en Formule E avec DS Techeetah (1 victoire)
- 2020 : 9e aux 24h du Mans avec G-Drive Racing
- 2021 : 10e en Formule E avec DS Techeetah (1 victoire)
- 2022 : 4e en Formule E avec DS Techeetah
- 2023 : 5e en Formule E avec DS Penske (1 victoire)
- 2024 : 5e en Formule E avec DS Penske

### Formule 1 (2012-2014)
| Saison | Écurie              | Châssis | Moteur     | Pneus   | GP disputés | Pole positions | Victoires | Podiums | Records du tour | Dans les points | Abandons | Points inscrits | Classement |
| ------ | ------------------- | ------- | ---------- | ------- | ----------- | -------------- | --------- | ------- | --------------- | --------------- | -------- | --------------- | ---------- |
| 2012   | Scuderia Toro Rosso | STR7    | Ferrari V8 | Pirelli | 20          | 0              | 0         | 0       | 0               | 4               | 4        | 16              | 17e        |
| 2013   | Scuderia Toro Rosso | STR8    | Ferrari V8 | Pirelli | 19          | 0              | 0         | 0       | 0               | 3               | 6        | 13              | 15e        |
| 2014   | Scuderia Toro Rosso | STR9    | Renault V6 | Pirelli | 19          | 0              | 0         | 0       | 0               | 7               | 5        | 22              | 13e        |
| Total  | Total               | Total   | Total      | Total   | 58          | 0              | 0         | 0       | 0               | 14              | 15       | 51              |            |

### Formule E (depuis 2015)
| Saison    | Écurie                   | Châssis               | Moteur         | Pneus    | ePrix disputés | Pole positions | Victoires | Podiums | Records du tour | Dans les points | Abandons | Points inscrits | Classement |
| --------- | ------------------------ | --------------------- | -------------- | -------- | -------------- | -------------- | --------- | ------- | --------------- | --------------- | -------- | --------------- | ---------- |
| 2014-2015 | Amlin Andretti           | Spark-Renault SRT 01E | Spark-Andretti | Michelin | 9              | 3              | 0         | 2       | 1               | 7               | 1        | 70              | 7e         |
| 2015-2016 | DS Virgin Racing         | Virgin DSV-01         | Spark-DS       | Michelin | 10             | 1              | 0         | 2       | 0               | 5               | 0        | 58              | 9e         |
| 2016-2017 | Techeetah Formula E Team | Renault ZE.16         | Spark-Renault  | Michelin | 12             | 0              | 1         | 5       | 0               | 9               | 3        | 117             | 5e         |
| 2017-2018 | Techeetah Formula E Team | Renault ZE.17         | Spark-Renault  | Michelin | 12             | 4              | 4         | 6       | 0               | 12              | 0        | 198             | Champion   |
| 2018-2019 | DS Techeetah             | DS E-Tense FE19       | Spark-DS       | Michelin | 13             | 2              | 3         | 5       | 3               | 7               | 1        | 136             | Champion   |
| 2019-2020 | DS Techeetah             | DS E-Tense FE20       | Spark-DS       | Michelin | 11             | 2              | 1         | 3       | 0               | 7               | 2        | 86              | 3e         |
| 2020-2021 | DS Techeetah             | DS E- Tense FE21      | Spark-DS       | Michelin | 15             | 1              | 1         | 2       | 0               | 6               | 2        | 80              | 10e        |
| 2021-2022 | DS Techeetah             | DS E- Tense FE22      | Spark-DS       | Michelin | 16             | 2              | 0         | 6       | 0               | 12              | 1        | 144             | 4e         |
| 2022-2023 | DS Penske                | DS E-Tense FE23       | Spark- DS      | Hankook  | 16             | 0              | 1         | 3       | 2               | 9               | 1        | 107             | 5e         |
| 2023-2024 | DS Penske                | DS E-Tense FE24       | Spark-DS       | Hankook  | 16             | 3              | 0         | 4       | 0               | 14              | 1        | 139             | 5e         |
| 2024-2025 | DS Penske                | DS E-Tense FE25       | Spark-DS       | Hankook  | 2              | 0              | 0         | 0       | 0               | 2               | 0        | 12              | 8e         |
| Total     | Total                    | Total                 | Total          | Total    | 129            | 18             | 11        | 37      | 6               | 85              | 12       | 1059            |            |

### Victoires en Formule E
| no | Année | Manche | Date            | Grand Prix              | Circuit                          | Écurie       | Voiture         | Position départ | Résumé |
| -- | ----- | ------ | --------------- | ----------------------- | -------------------------------- | ------------ | --------------- | --------------- | ------ |
| 1  | 2017  | 12/12  | 30 juillet 2017 | ePrix de Montréal       | Circuit urbain de Montréal       | Techeetah    | Renault Z.E 16  | 3e              | Résumé |
| 2  | 2018  | 4/12   | 3 février 2018  | ePrix de Santiago       | Circuit urbain de Santiago       | Techeetah    | Renault Z.E 17  | Pole position   | Résumé |
| 3  | 2018  | 6/12   | 17 mars 2018    | ePrix de Punta del Este | Circuit urbain de Punta del Este | Techeetah    | Renault Z.E 17  | Pole position   | Résumé |
| 4  | 2018  | 8/12   | 28 avril 2018   | ePrix de Paris          | Circuit des Invalides            | Techeetah    | Renault Z.E 17  | Pole position   | Résumé |
| 5  | 2018  | 12/12  | 15 juillet 2018 | ePrix de New York       | Circuit urbain de Brooklyn       | Techeetah    | Renault Z.E 17  | 3e              | Résumé |
| 6  | 2019  | 6/13   | 23 mars 2019    | ePrix de Sanya          | Circuit urbain de Sanya          | DS Techeetah | DS E-Tense FE19 | 2e              | Résumé |
| 7  | 2019  | 9/13   | 11 mai 2019     | ePrix de Monaco         | Circuit de Monaco                | DS Techeetah | DS E-Tense FE19 | 2e              | Résumé |
| 8  | 2019  | 11/13  | 22 juin 2019    | ePrix de Berne          | Circuit urbain de Berne          | DS Techeetah | DS E-Tense FE19 | Pole position   | Résumé |
| 9  | 2020  | 9/11   | 9 août 2020     | ePrix de Berlin         | circuit de Berlin-Tempelhof      | DS Techeetah | DS E-Tense FE20 | Pole position   | Résumé |
| 10 | 2021  | 3/15   | 10 avril 2021   | ePrix de Rome           | circuit urbain de l'EUR          | DS Techeetah | DS E-Tense FE21 | 5e              | Résumé |
| 11 | 2023  | 4/16   | 11 février 2023 | ePrix de Hyderabad      | circuit urbain de Hyderabad      | DS Penske    | DS E-Tense FE23 | 2e              | Résumé |

### 24 Heures du Mans
| Année | Voiture     | Catégorie | Équipe                | Équipiers                        | Classement général | Classement de catégorie |
| ----- | ----------- | --------- | --------------------- | -------------------------------- | ------------------ | ----------------------- |
| 2017  | Oreca 07    | LMP2      | CEFC Manor TRS Racing | Tor Graves / Jonathan Hirschi    | 7e                 | 6e                      |
| 2018  | Oreca 07    | LMP2      | G-Drive Racing        | Roman Rusinov / Andrea Pizzitola | Disqualifié        | Disqualifié             |
| 2019  | Aurus 01    | LMP2      | G-Drive Racing        | Roman Rusinov / Job Van Uitert   | 11e                | 6e                      |
| 2020  | Aurus 01    | LMP2      | G-Drive Racing        | Roman Rusinov / Mikkel Jensen    | 9e                 | 5e                      |
| 2023  | Peugeot 9X8 | LMH       | Peugeot TotalEnergies | Paul di Resta / Mikkel Jensen    | 8e                 | 8e                      |
| 2024  | Peugeot 9X8 | LMH       | Peugeot TotalEnergies | Mikkel Jensen / Nico Müller      | 12e                | 12e                     |